# Ignaz Horvath
Ignaz Horvath (* 1. Februar 1895 in Kleinwarasdorf; † 22. April 1973 in Oberpullendorf) war ein österreichischer Geistlicher und Politiker während der Zeit des Austrofaschismus. Horvath war von 1934 bis 1938 des Ständischen Landtages des Burgenlandes. 
Horvath wurde als Sohn des Landwirts Thomas Horvath aus Kleinwarasdorf geboren und wuchs in einer burgenlandkoratischen Familie auf. Er besuchte nach der Volksschule das Gymnasium in Preßburg, Ödenburg und Raab und studierte katholische Theologie im Priesterseminar in Győr/Raab. Horvath empfing am 11. Juni 1918 die Priesterweihe und war in der Folge als Kaplan in Antau, Kittsee und Frankenau-Unterpullendorf tätig. Er war dreizehn Jahre lang Pfarrer in Neuberg im Burgenland und wurde 1938 Pfarrer in Frankenau-Unterpullendorf. 1965 erhielt er für seine Verdienste als Schriftsteller den Titel Professor. Horvath war vom 11. November 1934 bis zum 12. März 1938 Abgeordneter zum Ständischen Landtag des Burgenlandes.